# Bad Moon Rising (gruppo musicale)
I Bad Moon Rising sono stati un gruppo musicale statunitense formatosi nel 1990.

## Storia
I Bad Moon Rising vennero fondati nel 1990 da Kal Swan e Doug Aldrich, che in precedenza collaborarono ad un gruppo poi sciolto, i Lion. Ai due si aggiunsero il bassista Ian Mayo ed il batterista Jackie Ramos.
L'album omonimo, vide la partecipazione di Michael Schenker, Chuck Wright e il batterista dei Fifth Angel e Alice Cooper Ken Mary. Prodotto da Reinhold Mack (Queen, Electric Light Orchestra, Extreme), venne distribuito dal 21 marzo del 1991.
Il secondo album, Blood, pubblicato il 19 marzo 1993 sempre per la Pony Canyon in Giappone venne seguito da un EP intitolato Blood on the Streets il 21 aprile Nel 1994 Aldrich scelse di intraprendere la carriera di solista per un certo tempo. Ritornato nel gruppo, i Bad Moon Rising realizzarono il terzo disco, Opium for the Masses quindi decisero di sciogliersi il 10 novembre 1998. Nel 1999 Aldrich fondò il gruppo Burning Rain con Keith St. John e Ian Mayo.
Nel 2005 la Frontiers Records ripubblicò una raccolta del gruppo intitolata The Full Moon Collection, a cui si aggiunsero ai tre dischi anche 8 tracce bonus .

## Formazione

### Gruppo
- Kal Swan - voce
- Doug Aldrich - chitarra
- Ian Mayo - basso
- Jackie Ramos - batteria

### Turnisti
- Ken Mary - batteria
- Chuck Wright - basso
- Rick Serrate - tastiere

## Discografia

### Album in studio
- 1991 - Bad Moon Rising
- 1993 - Blood
- 1995 - Opium for the Masses
- 1995 - Free
- Southern

### Raccolte
- 1999 - Flames on the Moon
- 2002 - Best of Bad Moon Rising
- 2005 - Full Moon Collection

### EP
- 1991 - Full Moon Fever
- 1995 - Junkyard Haze
- 1995 - Millwall Brick

### Singoli
- 1993 - Blood on the Streets
- 1995 - Opium for the Masses
- 1996 - Moonchild